# Colección osteológica Lambre
La colección osteológica Profesor Doctor Rómulo Lambre inició su formación en el año 2002 con fines didácticos y de investigación, y toma lugar en la Facultad de Ciencias Médicas de la Universidad Nacional de La Plata (UNLP). Está constituida por restos óseos humanos documentados de 435 individuos, procedentes del Cementerio municipal de La Plata, Buenos Aires, Argentina.

## Formación
Según la normativa del Municipio de La Plata, los cadáveres inhumados en tierra se exhuman después de 4 o 5 años, y es potestad del cementerio decidir el destino de los restos que no han sido reclamados por familiares luego de un periodo de tiempo. Los dos destinos principales son el osario común y la cremación. En el marco de un convenio con la UNLP esos restos fueron entregados a la Facultad de Ciencias Médicas para constituirse en colección osteológica. Luego de la primera entrega del año 2002, se realizaron entregas periódicas que hacen crecer a la colección de manera permanente. Actualmente, la colección está formada por 435 individuos con edades documentadas desde nonatos hasta 101 años, que murieron entre los años 1900 y 2003.
Una vez que el cementerio cede los restos, el ingreso a la colección se realiza siguiendo un protocolo de acondicionamiento. En primer lugar se separan los huesos de sedimentos y envolturas que permanecen adheridos. Luego se rotula cada hueso para que conserve su asignación a un individuo y finalmente se los guarda en una caja por individuo.
Por otra parte, cada individuo ingresado está asociado a su documentación que consiste en el Acta de defunción. En ella se consignan edad, sexo, nacionalidad, fecha y causal de muerte. Esa información es utilizada para generar la base de datos que permitirá contrastar la evidencia relevada de los huesos.
Los individuos que ingresan a la colección están esqueletizados, es decir que no conservan tejido blando. A partir de esos esqueletos se ha generado una serie de líneas de investigación científica que tienden a generar información sobre la biología ósea de la población humana de La Plata.

## Proyectos
Las líneas de investigación desarrolladas a partir de la colección son: